# Benkő Géza (jogász)
Benkő Géza (Hadad, 1880. december 15. – Budapest, 1946. július 30.) magyar jogász, vármegyei főügyész, országgyűlési képviselő.

## Élete
1880-ban született a Szilágy vármegyei Hadadon, református vallásban, régi székely családból, amely a családi hagyományok szerint több kiváló katonát, papot, tanárt és tudóst adott a nemzetnek. Szülei Benkő Géza és Prohászka Luiza. Jogi tanulmányait a kolozsvári tudományegyetemen végezte, ott szerzett jogi doktorátust, majd ügyvédi oklevelet is.
1908-ban Zilah város főügyésze lett, 1919-ben pedig ugyanott polgármester-helyettessé választották. E posztját azonban nem tarthatta meg sokáig, mert a román egységek a térségbe való bevonulásuk után előbb vizsgálati fogságba vetették – ahol súlyosan bántalmazták is –, majd kiutasították Romániából.
Mint menekült, Hajdú vármegye főügyészi hivatalában kapott állást, és már 1923-tól mint vármegyei tiszti főügyész dolgozhatott; egy ízben, hét hónapos időtartamon át, mint helyettes, Debrecen város főügyésze is volt. Megyei tisztségét 1937-ig viselte, és addigra, harminc éves hivatali pályája során kiváló közigazgatási jogi szakismeretre és gyakorlati tapasztalatra tett szert. 
1937 márciusában a Nemzeti Egység Pártja a hajdúnánási kerületben szükségessé vált időközi választáson őt jelölte országgyűlési képviselőnek, és el is nyerte a parlamenti mandátumot. A képviselőházban főleg közjogi, közigazgatási és pénzügyi témákhoz szólt hozzá; ő volt az előadója, egyebek mellett a felvidéki képviselők behívásáról intézkedő törvényjavaslatnak. Az 1939-es választáson ugyanabban a kerületben indult, mint két évvel korábban, a Magyar Élet Pártja színeiben, és az egyetlen ellenjelölttel szemben jelentős szótöbbséggel tarthatta meg mandátumát.
Foglalkozott szakmai publikációval is, és egyháza közéletéből is kivette a részét. Közigazgatási jogi szakcikkei leginkább a Vármegye című szaklapban, valamint az Országos Ügyvéd Szövetség kongresszusi irományjegyzékében jelentek meg. A tiszántúli református egyházkerületnek képviselő-testületi tagja volt, illetve tanácsbírája volt a bihari, majd 1930-tól az alsószabolcs-hajdúvidéki református egyházmegyének. 
1912. április 18-án Székesfehérvárott feleségül vette Czollner Mária Terézt.
1946. július 30-án hunyt el altatómérgezés következtében.